# Lac au Sorcier
Lac au Sorcier är en sjö i Kanada.   Den ligger i regionen Mauricie och provinsen Québec, i den sydöstra delen av landet, 230 km nordost om huvudstaden Ottawa. Lac au Sorcier ligger 346 meter över havet. Arean är 8,8 kvadratkilometer. Den sträcker sig 7,7 kilometer i nord-sydlig riktning, och 7,2 kilometer i öst-västlig riktning.
I omgivningarna runt Lac au Sorcier växer i huvudsak blandskog. Runt Lac au Sorcier är det mycket glesbefolkat, med 2 invånare per kvadratkilometer.